# Olivier Chevallier
Olivier Pierre Albin Chevallier (Vendôme, 6 febbraio 1949 – Le Castellet, 6 aprile 1980) è stato un pilota motociclistico francese.

## Carriera
Faceva parte di una famiglia numerosa e appassionata di sport motoristici, tanto è vero che anche il fratello Alain si fece conoscere nell'ambiente motociclistico per le preparazioni di moto a base di un proprio telaio e motorizzazione Yamaha che corsero in varie edizioni del mondiale appunto come Chevallier-Yamaha. Per l'inizio della sua carriera utilizzò delle moto Aermacchi partecipando a gare nazionali francesi; nel 1971 acquistò le prime Yamaha per poter gareggiare nei gran premi.
Il suo esordio nel motomondiale avvenne nell'edizione del 1972 del Gran Premio motociclistico di Francia sul circuito di Clermont-Ferrand e prima del termine della stagione di gare ottenne il suo primo piazzamento a punti; tra l'altro in occasione del Gran Premio motociclistico di Finlandia venne dapprima classificato al settimo posto finale, prima di essere retrocesso al 14º per motivi mai chiariti completamente.
Ha corso poi fino al 1979, alternandosi nelle classi 250, 350 e 500, sempre a bordo di modelli con motore Yamaha e, dal 1974, spesso con telaio preparato dal fratello. Durante la sua carriera ha ottenuto una vittoria, due secondi posti e quattro terzi posti e ha ottenuto, come miglior piazzamento finale, un 6º posto nel 1977 in 350.
Durante una gara di contorno della Moto-Journal 200 il 6 aprile 1980 sul Circuito Paul Ricard, cadde, procurandosi un trauma toracico; morì in ospedale la sera stessa. E sepolto nel cimitero di Vendôme nel Loir et Cher.

## Risultati nel motomondiale

### Classe 250
| 1972 | Classe | Moto   |  |   |   |   |   |   |  |    |   |  |   |    |    | Punti | Pos. |
| ---- | ------ | ------ |  | - | - | - | - | - |  | -- | - |  | - | -- | -- | ----- | ---- |
| 1972 | 250    | Yamaha |  | - | - | - | - | - |  | 16 | - |  | - | 14 | 10 | 1     | 48º  |

| 1973 | Classe | Moto   |    |  |  |  |  |  |  |  |  |  |    |  |  | Punti | Pos. |
| ---- | ------ | ------ | -- |  |  |  |  |  |  |  |  |  | -- |  |  | ----- | ---- |
| 1973 | 250    | Yamaha | 18 |  |  |  |  |  |  |  |  |  | 16 |  |  | 0     |      |

| 1974 | Classe | Moto   |    |   |    |   |  |    |    |   |   |     |   |   |  | Punti | Pos. |
| ---- | ------ | ------ | -- | - | -- | - |  | -- | -- | - | - | --- | - | - |  | ----- | ---- |
| 1974 | 250    | Yamaha | NE | - | NE | 7 |  | 13 | 15 | - | - | Rit | - | 8 |  | 7     | 24º  |

| 1975 | Classe | Moto   |    |   |    |   |    |   |   |   |   |    |   |   |  | Punti | Pos. |
| ---- | ------ | ------ | -- | - | -- | - | -- | - | - | - | - | -- | - | - |  | ----- | ---- |
| 1975 | 250    | Yamaha | NQ | - | NE | - | 15 | - | - | - | - | 14 | - | 8 |  | 3     | 34º  |

| 1976 | Classe | Moto   |   |    |   |   |  |    |   |   |    |    |   |   |  | Punti | Pos. |
| ---- | ------ | ------ | - | -- | - | - |  | -- | - | - | -- | -- | - | - |  | ----- | ---- |
| 1976 | 250    | Yamaha | 4 | NE | 9 | 3 |  | 15 | - | - | 11 | 13 | 6 | - |  | 25    | 9º   |

| 1977 | Classe | Moto   |   |    |   |     |   |    |     |    |    |   |    |   |   | Punti | Pos. |
| ---- | ------ | ------ | - | -- | - | --- | - | -- | --- | -- | -- | - | -- | - | - | ----- | ---- |
| 1977 | 250    | Yamaha | 8 | NE | - | Rit | 3 | 12 | Rit | 11 | 18 | 8 | 10 | 9 | 5 | 25    | 13º  |

| 1978 | Classe | Moto   |   |   |    |   |   |    |    |     |    |   |    |    |     | Punti | Pos. |
| ---- | ------ | ------ | - | - | -- | - | - | -- | -- | --- | -- | - | -- | -- | --- | ----- | ---- |
| 1978 | 250    | Yamaha | 4 | 7 | NE | 8 | 7 | 16 | NQ | Rit | 11 | 5 | 11 | 15 | Rit | 25    | 12º  |

| 1979 | Classe | Moto   |   |    |    |    |    |    |     |   |   |    |   |   |   | Punti | Pos. |
| ---- | ------ | ------ | - | -- | -- | -- | -- | -- | --- | - | - | -- | - | - | - | ----- | ---- |
| 1979 | 250    | Yamaha | 4 | NE | 17 | 13 | 11 | 14 | Rit | - | 9 | 14 | 6 | 7 | 8 | 22    | 11º  |

| Legenda | 1º posto        | 2º posto            | 3º posto            | A punti      | Senza punti        | Grassetto – Pole position Corsivo – Giro più veloce |
| Legenda | Gara non valida | Non qual./Non part. | Ritirato/Non class. | Squalificato | '-' Dato non disp. | Grassetto – Pole position Corsivo – Giro più veloce |

### Classe 350
| 1973 | Classe | Moto   |   |   |   |   |   |   |   |    |   |    |   |   |  | Punti | Pos. |
| ---- | ------ | ------ | - | - | - | - | - | - | - | -- | - | -- | - | - |  | ----- | ---- |
| 1973 | 350    | Yamaha | - | - | - | - | - | - | - | NE | - | 10 | 5 | - |  | 7     | 26º  |

| 1974 | Classe | Moto   |    |   |    |    |   |    |    |    |   |    |   |   |  | Punti | Pos. |
| ---- | ------ | ------ | -- | - | -- | -- | - | -- | -- | -- | - | -- | - | - |  | ----- | ---- |
| 1974 | 350    | Yamaha | 11 | - | 20 | 10 | - | 16 | NE | 10 | - | NE | 8 | 3 |  | 15    | 15º  |

| 1975 | Classe | Moto   |    |   |     |   |     |   |   |    |    |     |   |     |  | Punti | Pos. |
| ---- | ------ | ------ | -- | - | --- | - | --- | - | - | -- | -- | --- | - | --- |  | ----- | ---- |
| 1975 | 350    | Yamaha | NQ | - | Rit | - | Rit | - | - | NE | NE | Rit | 2 | Rit |  | 12    | 17º  |

| 1976 | Classe | Moto   |   |   |   |   |  |    |    |    |    |    |    |    |  | Punti | Pos. |
| ---- | ------ | ------ | - | - | - | - |  | -- | -- | -- | -- | -- | -- | -- |  | ----- | ---- |
| 1976 | 350    | Yamaha | 5 | 7 | - | 1 |  | 11 | NE | NE | 12 | 19 | 10 | 10 |  | 27    | 9º   |

| 1977 | Classe | Moto   |     |    |   |    |     |   |   |   |    |    |   |    |   | Punti | Pos. |
| ---- | ------ | ------ | --- | -- | - | -- | --- | - | - | - | -- | -- | - | -- | - | ----- | ---- |
| 1977 | 350    | Yamaha | Rit | AN | 3 | 12 | Rit | 8 | 6 | 7 | NE | 12 | 6 | 11 | 2 | 39    | 6º   |

| 1978 | Classe | Moto   |     |    |   |   |   |     |    |    |   |   |   |    |   | Punti | Pos. |
| ---- | ------ | ------ | --- | -- | - | - | - | --- | -- | -- | - | - | - | -- | - | ----- | ---- |
| 1978 | 350    | Yamaha | Rit | NE | 5 | 7 | 8 | Rit | NE | 12 | 8 | 8 | 7 | 12 | 7 | 27    | 10º  |

| 1979 | Classe | Moto   |   |   |   |    |     |    |   |    |    |     |   |     |    | Punti | Pos. |
| ---- | ------ | ------ | - | - | - | -- | --- | -- | - | -- | -- | --- | - | --- | -- | ----- | ---- |
| 1979 | 350    | Yamaha | 9 | - | - | NQ | Rit | 12 | 9 | NE | NE | Rit | 7 | Rit | 11 | 8     | 20º  |

| Legenda | 1º posto        | 2º posto            | 3º posto            | A punti      | Senza punti        | Grassetto – Pole position Corsivo – Giro più veloce |
| Legenda | Gara non valida | Non qual./Non part. | Ritirato/Non class. | Squalificato | '-' Dato non disp. | Grassetto – Pole position Corsivo – Giro più veloce |

### Classe 500
| 1974 | Classe | Moto   |    |  |    |     |  |  |    |  |  |    |    |    |  | Punti | Pos. |
| ---- | ------ | ------ | -- |  | -- | --- |  |  | -- |  |  | -- | -- | -- |  | ----- | ---- |
| 1974 | 500    | Yamaha | 11 |  | 13 | Rit |  |  | 11 |  |  | 12 | NE | NE |  | 0     |      |

| 1975 | Classe | Moto   |  |    |  |  |  |  |  |     |    |  |   |    |  | Punti | Pos. |
| ---- | ------ | ------ |  | -- |  |  |  |  |  | --- | -- |  | - | -- |  | ----- | ---- |
| 1975 | 500    | Yamaha |  | NE |  |  |  |  |  | Rit | 14 |  | 5 | NE |  | 6     | 23º  |

| 1976 | Classe | Moto   |    |    |  |    |  |  |     |  |  |   |  |    |  | Punti | Pos. |
| ---- | ------ | ------ | -- | -- |  | -- |  |  | --- |  |  | - |  | -- |  | ----- | ---- |
| 1976 | 500    | Yamaha | 11 | 18 |  | NE |  |  | Rit |  |  | 6 |  | NE |  | 5     | 30º  |

| 1978 | Classe | Moto   |  |     |  |  |  |  |  |  |  |  |  |    |    | Punti | Pos. |
| ---- | ------ | ------ |  | --- |  |  |  |  |  |  |  |  |  | -- | -- | ----- | ---- |
| 1978 | 500    | Yamaha |  | Rit |  |  |  |  |  |  |  |  |  | NE | NE | 0     |      |

| 1979 | Classe | Moto   |  |     |  |  |  |  |  |  |  |  |  |    |  | Punti | Pos. |
| ---- | ------ | ------ |  | --- |  |  |  |  |  |  |  |  |  | -- |  | ----- | ---- |
| 1979 | 500    | Suzuki |  | Rit |  |  |  |  |  |  |  |  |  | NE |  | 0     |      |

| Legenda | 1º posto        | 2º posto            | 3º posto            | A punti      | Senza punti        | Grassetto – Pole position Corsivo – Giro più veloce |
| Legenda | Gara non valida | Non qual./Non part. | Ritirato/Non class. | Squalificato | '-' Dato non disp. | Grassetto – Pole position Corsivo – Giro più veloce |